# Khoshal Khan Khattak
Khoshal Khan Khattak, (Pasjtoe: خوشحال خان خټک) (Akora, Pakhtunkhwa, Afghanistan, 1613 - 25 februari 1689, Dambara, Punjab, Pakistan) was een Afghaanse strijder, dichter en leider van stam Khattak. Hij schreef in Pasjtoe tijdens de regering van de Mongoolse keizers in de zeventiende eeuw, en riep de Afghanen op om zich te verenigen. Hij leefde in de uitlopers van het gebergte Hindoekoesj.

## Levensloop
Khoshal Khan was de zoon van Shahbaz Khan en werd geboren in Akora (nu in het district Nowshera van de provincie Khyber-Pakhtunkhwa). Zijn grootvader, Malik Akoray, was de eerste Khattak van wijdverspreide bekendheid tijdens de regering van Mongoolse heerser Akbar de Grote. Akoray verhuisde van Teri (een dorp in district Karak) naar Sarai Akora, de stad die Akoray oprichtte en bouwde. Akoray werkte samen met de Mongolen om de boomstamroute te beschermen en werd grootmoedig beloond voor zijn hulp. Akor Khellen, een clan die naar Akoray wordt genoemd, neemt nog steeds een prominente standpunt in de stam Khattak in. De stam Khattak van Khoshal Khan nu (2008) leeft op volgende gebieden Kohat, Nowshera, Pesjawar, Mardan en in andere delen van de provincie Khyber-Pakhtunkhwa.
Khoshal Khans leven kan in twee belangrijke delen worden verdeeld:
- tijdens zijn volwassen leven was hij meestal bezig met diensten voor de Mongoolse koning
- tijdens zijn hoge leeftijd werd hij geheel in beslag genomen met het idee van de vereniging van Afghanen/Pashtanen.

Zijn eerste betrokkenheid in oorlog begon toen hij enkel 13 jaar oud was. Shah Jehan benoemde hem tot de stamleider en mansabdar op de leeftijd van 28 na de dood van zijn vader. Door de benoeming van de Mongoolse koning, Shah Jehan, volgde Khoshal zijn vader in 1641 op, maar in 1658 nam Aurangzeb, de opvolger van Shah Jehan hem gevangen en zette hem in de gevangenis van Gwaliar in Delhi.
Nadat Khoshal weer terug mocht naar het door de Afghanen overheerste gebied, riep hij de Afghanen op om tegen de Mongoolse keizer Aurenzeb in opstand te komen. Op zijn graf staat de inscriptie: Da Afghan pa nang me watarla tura, nanagyalai da zamane Khoshal Khan Khattak yem, "ik heb het zwaard opgenomen om de trots van de Afghaan te verdedigen, ik ben Khoshal Khan Khattak, de eerbare man van de tijd". Khoshal Khan Khattak stierf op 25 februari 1689, in Dambara.
De Mazar (begraafplaats) van Khoshal Khan Khattak is dicht bij de Post van de Spoorweg van Akora Khattak in het district Nowshera van de provincie Khyber-Pakhtunkhwa.

## Gepubliceerd werk
Zijn poëzie bestaat uit meer dan 45.000 gedichten. Volgens sommige historici is het aantal boeken die door hem zijn geschreven meer dan 200. Zijn beroemde boeken zijn Baz Nama, Fazal Nama, Distar Nama en Farrah Nama.
H. G. Raverty was de eerste vertaler van Khattak in het Engels; De selecties uit de Poëzie van de Afghanen (1862, Kolkata) heeft achtennegentig poëzie stukken. Dit werd door vertaling van biddulph Selecties uit de Poëzie van Khoshhal Khan Khattak in 1890 in Londen gepubliceerd. Evelyn Howell en Olaf Caroe vertaalden en publiceerden gezamenlijk de Gedichten van Khoshhal Khan Khattak in 1963, van de Universiteit van Peshawar. Een andere vertaling was dat door Dr. N. Mackenzie (Gedichten van Diwan van Khoshhal Khan Khattak die in Londen in 1965 werden gepubliceerd).
Dost Mohammad Khan Kamil was de eerste geleerde Pakhtoon om onderzoek naar Khattak in werking te stellen volgens de wetenschappelijke lijnen. Hij schreef twee belangrijke en uitvoerige boeken, één in het Engels genaamd Buitenlandse Benadering van Khoshhal en andere in Urdu genaamd Khoshhal Khan Khattak die in 1952 werden uitgebracht, diwan-I-Khushhal Khan Khattak wordt gepubliceerd in het kader van de richtlijn van H. W. Bellew in 1869 (de Pers van de Gevangenis, Peshawar), het manuscript dat verstrekt werd door Sultan Bakhash Darogha, een werknemer van de Britse overheid. Onlangs is meer poëzie opnieuw vertaald.

### Kritiek op Afghanen
Khoshal Khan Khattak was zeer gefrustreerd door mede-Afghanen die naar India waren gegaan. Volgens hem hadden zij de manieren van de etnische Indische volkeren aangenomen. Hij drukte zijn frustratie en woede in zijn poëzie uit. In zijn gedicht Pathanen schreef hij:

Of the Pathans that are famed in the land of Roh,
Now-a-days are the Mohmands, the Bangash, and the Warrakzais, and the Afridis.
The dogs of the Mohmands are better than the Bangash,
Though the Mohmands themselves are a thousand times worse than the dogs.
The Warrakzais are the scavengers of the Afridis,
Though the Afridis, one and all, are but scavengers themselves.
This is the truth of the best of the dwellers in the land of Pathans,
Of those worse than these who would say that they were men?
No good qualities are there in the Pathans than are now living,
All that were of any worth are imprisoned in the grave.
This indeed is apparent to all who know them.